# Stahnsdorf
Stahnsdorf é um município da Alemanha, situado no distrito de Potsdam-Mittelmark, no estado de Brandemburgo. Tem 49,07 km² de área, e sua população em 2019 foi estimada em 15.371 habitantes.